# Yuki Abe
Yuki Abe (阿部 勇樹, Abe Yūki, Ichikawa, 6 september 1981) is een Japans voormalig voetballer die doorgaans speelde als middenvelder. Tussen 1998 en 2022 was hij actief voor JEF United Ichihara, Urawa Red Diamonds, Leicester City en opnieuw Urawa Red Diamonds. Abe debuteerde in 2005 in het Japans voetbalelftal en kwam uiteindelijk tot drieënvijftig interlandoptredens.

## Clubcarrière
Abe, die werd geboren in Ichikawa (Chiba), speelde in de jeugdopleiding van JEF United Ichihara (nu JEF United Chiba) en maakte op de leeftijd van 16 jaar en 333 dagen zijn debuut voor de club, waarmee hij op dat moment gold als de jongste debutant ooit in de J1 League, net zoals hij hiermee de jongste Japanse professionele voetballer ooit was. Hij werd later nog aanvoerder van JEF United en in 2006 en 2006 werd de J.League Cup gewonnen. In deze jaren werd hij ook gekozen in het Team van het Seizoen. Op 22 januari 2007 maakte Abe de overstap naar Urawa Red Diamonds, de titelverdediger in de J1 League en de Emperor's Cup. Met de overgang was ongeveer 360 miljoen yen gemoeid, wat neerkomt op ongeveer 3,6 miljoen euro. Dit was een recordbedrag voor een Japanse voetballer. Abe hielp zijn ploeg aan de AFC Champions League 2007. In de return van de finale tegen Sepahan uit Iran scoorde Abe een doelpunt. In het WK voor clubs 2007 speelde Urawa ook mee, maar hier werd de Japanse ploeg uitgeschakeld door AC Milan uit Italië. Uiteindelijk eindigde Urawa op de derde plek.
Op 26 augustus 2010 werd Abe aangetrokken door Leicester City, uitkomend in het Engelse Championship. Hij tekende voor drie jaar en maakte zijn debuut op 14 september tegen Cardiff City in een wedstrijd die met 2–1 werd gewonnen. Op 7 mei 2011 tekende Abe voor zijn eerste treffer voor de club, in een 4–2 overwinning op Ipswich Town. Zijn laatste doelpunt maakte hij op 17 september 2011, tegen Brighton & Hove Albion (1–0 winst). Abe had veel last van heimwee en op 22 januari 2012 werd zijn contract in onderling overleg ontbonden door Leicester. Abe tekende opnieuw bij Urawa Red Diamonds. In februari 2022 besloot Abe op veertigjarige leeftijd een punt te zetten achter zijn actieve loopbaan.

## Interlandcarrière
Abe speelde zijn eerste interland voor Japan op 29 januari 2005 in een vriendschappelijke wedstrijd tegen Kazachstan. Op 6 september 2006, tegen Jemen, scoorde hij zijn eerste doelpunt. Abe werd niet gekozen in de selectie voor het WK 2006, maar na het WK nam Ivica Osim de coaching van het nationale team op zich. Hij en Abe hadden al samengewerkt bij JEF United. Onder Osim werd Abe een vaste basisspeler van Japan. Op het WK 2010 speelde Abe alle wedstrijden voor Japan. Hij vertegenwoordigde zijn vaderland eveneens op de Olympische Spelen 2004 in Athene, waar de selectie onder leiding van bondscoach Masakuni Yamamoto in de groepsronde werd uitgeschakeld.